# Уставный суд Свердловской области
Уста́вный суд Свердло́вской о́бласти — специальный судебный орган (уставный суд субъекта федерации) Свердловской области, существовавший в 1998—2022 годах и рассматривавший дела о соответствии Уставу Свердловской области законов Свердловской области и постановлений Законодательного Собрания Свердловской области (до 2011 года — Областной думы и Палаты представителей), нормативных актов Губернатора и Правительства Свердловской области, нормативных актов органов местного самоуправления Свердловской области, а также осуществлявший официальное толкование Устава Свердловской области.

## История

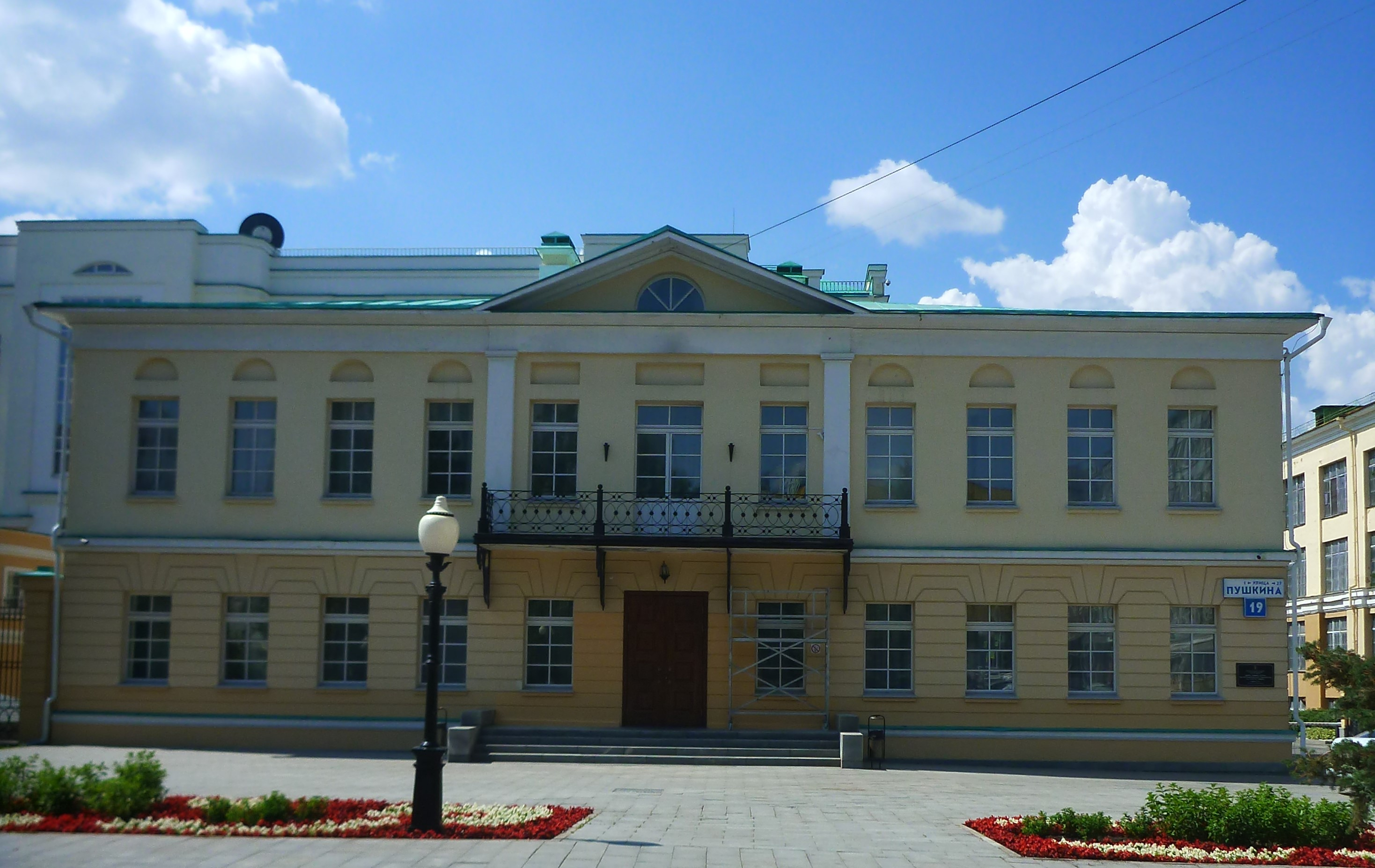
Здание Уставного суда после его упразднения — сняты таблички (14 июля 2022)

Уставный суд Свердловской области приступил к работе 15 мая 1998 года в соответствии со ст. 27 Федерального закона «О судебной системе Российской Федерации», Законом Свердловской области «Об Уставном суде Свердловской области» и Уставом Свердловской области.
1 марта 2022 года Законодательное собрание Свердловской области единогласно приняло решение о ликвидации Уставного суда Свердловской области и отмене соответствующего закона Свердловской области. 23 марта 2022 года распоряжением губернатора Свердловской области Евгения Куйвашева была создана ликвидационная комиссия Уставного суда в составе десяти человек, в том числе председателя суда Вадима Пантелеева. 1 июля 2022 года Уставный суд Свердловской области официально прекратил своё существования.

## Структура
Уставный суд Свердловской области состоял из пяти судей, назначаемых на должности Законодательным собранием Свердловской области по представлению Губернатора Свердловской области. Уставный суд Свердловской области был вправе осуществлять свои полномочия при наличии в его составе не менее четырёх судей. Были предусмотрены должности председателя суда, заместителя председателя и судьи-секретаря, избираемых судьями из своего состава на срок в четыре года.
На 2014 год в штате суда состоял 21 человек: председатель суда, его заместитель, судья-секретарь, двое судей, 4 советника и 12 сотрудников аппарата.
В июле 2021 года внесены изменения в закон Свердловской области «Об Уставном Суде Свердловской области», предусматривающие сокращение двух судей Уставного суда, двух советников судей и двух должностей сотрудников аппарата Уставного Суда.

## Статистика вынесенных решений
По состоянию на 1 марта 2016 года Уставный суд Свердловской области за весь период своей деятельности вынес 111 постановлений.
За все время работы Уставным судом Свердловской области были признаны несоответствующими Уставу Свердловской области в целом или в части 64 нормативных акта. По данным Областной газеты Свердловской области за 2017 год, Уставный суд вынес шесть решений, за 2016 — четыре, за 2015 — семь.
Согласно сайту уставного суда Свердловской области, в 2018 году было принято одно решение, в 2019 — два, в 2020 — пять, в 2021 году — ни одного.
За период с 1999 по 2016 годы Уставный суд Свердловской области отменил полностью или частично 62 нормативно-правовых акта:
- Приказы министерств Свердловской области — 0;
- Постановления Правительства Свердловской области — 9;
- Законы и кодексы Свердловской области — 5;
- Постановления областного парламента и его палат — 2;
- Соглашения между муниципальными и областными органами власти — 1;
- Муниципальные нормативно-правовые акты — 45.

## Финансирование
Содержание Уставного суда Свердловской области за 2015 год обошлось бюджету Свердловской области в 50 087,4 руб.
На содержание Уставного суда Свердловской области в 2017 году предполагалось выделить региональной казне сумму более 50 миллионов рублей. Так, только на оплату труда судьям Уставного суда Свердловской области предусмотрены бюджетные ассигнования на 2017 год в сумме 15 миллионов 685 тысяч рублей, что больше объёма аналогичных расходов на 2016 год на 993 тысячи рублей.